# Deci-
Deci (viết tắt d) là một tiền tố được viết liền trước một đơn vị đo lường quốc tế để chỉ ước số nhỏ hơn 10 lần.
Độ lớn này được công nhận từ năm 1795, theo tiếng Latin nghĩa là một phần mười.